# Savonius-kerék

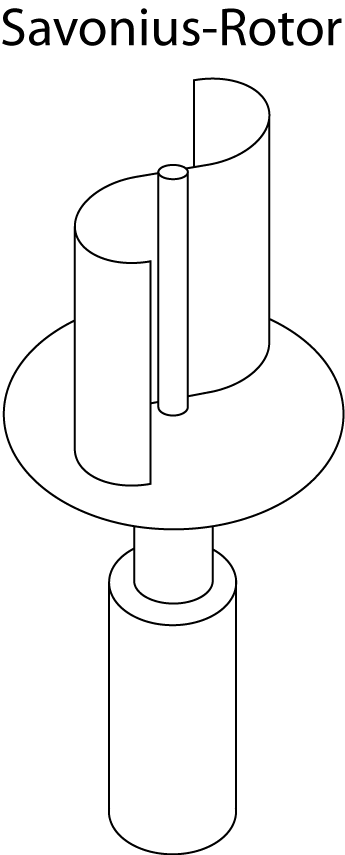
Kétlapátos Savonius-kerék sematikus rajza

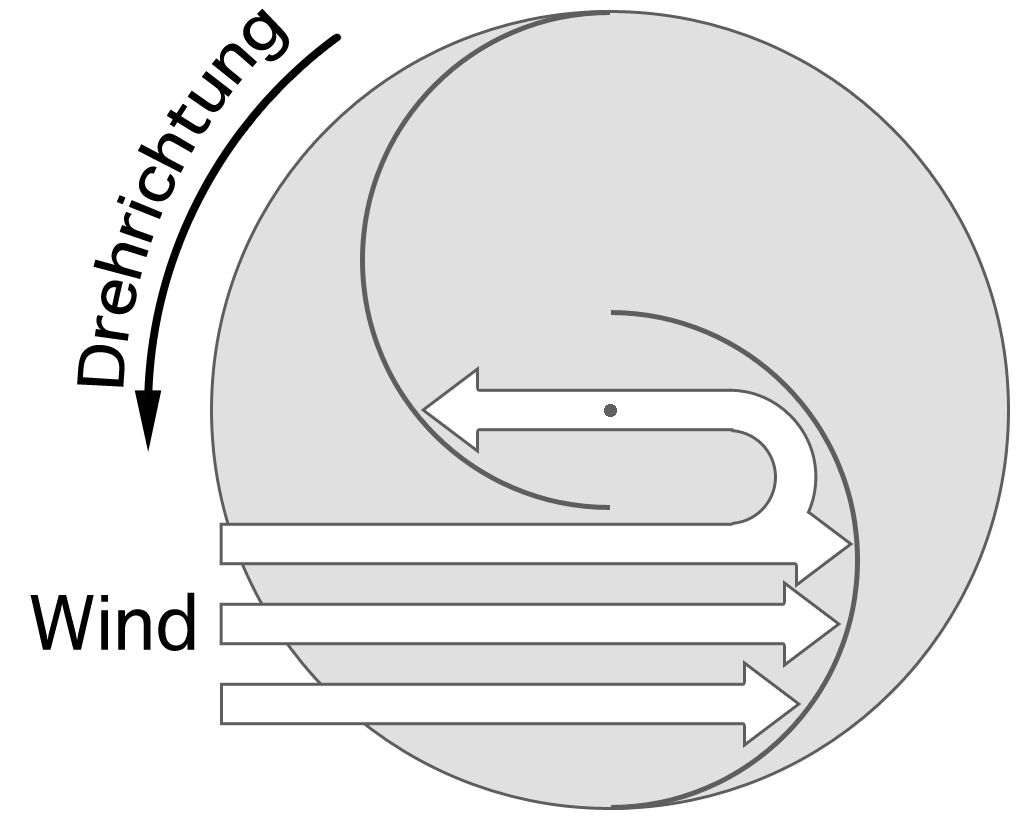
A Savonius-kerék működési elve

A Savonius-kerék a függőleges tengelyű szélturbinák egy fajtája, segítségével a szél ereje forgatónyomatékká alakítható. S. J. Savonius finn mérnök találta fel 1922-ben. A Savonius-kerék egyike a legegyszerűbb szélkerekeknek.
Aerodinamikai szempontból tolólapátos szerkezetek, két vagy három lapáttal. Felülnézetben a kétlapátos szerkezet keresztmetszete egy S betűt ad ki. A kanyarnak köszönhetően a lapátokra kisebb erő hat széllel szemben, mint a szél irányába fordulva, ez a különbség okozza a kerék forgását. 
Drag-type (tolóerőt hasznosító) szerkezet lévén a Savonius-kerék jóval kevesebbet képes a szél energiájából elvonni, mint egy azonos lapátfelületű, lift-type (felhajtóerőt hasznosító) szélkerék. Inkább a kisebb erejű, földközeli légmozgások hasznosítására alkalmas. A Savonius-kerék ott hasznos ahol az előállítási költség és a tartósság fontosabb szempont mint a teljesítmény.
Mivel széliránytól függetlenül működik, ezért a felépítése egyszerű. A vízszintes tengelyű szélkerekekkel ellentétben nincsen szükség iránybaállító mechanizmusra, és más függőleges tengelyű megoldásokkal ellentétben indítószerkezetre sem.
Az egyik legelterjedtebb gyakorlati felhasználása a Savonius-keréknek a Flettner-ventilátor, amit Anton Flettner német repülőgép-mérnök fejlesztett ki az 1920-as években. A Flettner-ventilátort a mai napig használják buszok és tehergépkocsik hűtőszerkezetének hajtására.

## Külső hivatkozások
- Windside Savonius Type Wind Turbines for use in Extreme Environments
- Forgen low power Savonius Type Wind Turbines for Marine Applications
- HelixWind Savonius Type Wind Turbine